# Грузија на Европском првенству у атлетици на отвореном 2010.
Грузија је учествовала на 20. Европском првенству у атлетици на отвореном 2010. одржаном у Барселони од 27. јула до 1. августа. Ово је било пето европско првенство у атлетици на отвореном на којем је Грузија учествовала. Репрезентацију Грузије представљало је двоје спортиста (1 мушкарца и 1 жена) који су се такмичили у две дисциплине.
На овом првенству представници Грузије нису освојили ниједну медаљу, нити је оборен неки рекорд.

## Учесници
Пријављено је троје учесника, а наступило је двоје (1 мушкарца и 1 жена). Такмичар на 110 м са препонама Давид Иларијани није био у стартној листи.
| Мушкарци: - Давид Иларијани — 110 м препоне | Жене: - Марјам Кевхишвили — Бацање кугле |  |

## Резултати

### Мушкарци
| Атлетичар       | Дисциплина    | Лични рекорд | Квалификације | Квалификације | Полуфинале | Полуфинале | Финале   | Финале | Детаљи |
| Атлетичар       | Дисциплина    | Лични рекорд | Резултат      | Место         | Резултат   | Место      | Резултат | Место  | Детаљи |
| --------------- | ------------- | ------------ | ------------- | ------------- | ---------- | ---------- | -------- | ------ | ------ |
| Давид Иларијани | 110 м препоне | 13,67        | НС            | НС            | НС         | НС         | НС       | НС     |        |

### Жене
| Атлетичар         | Дисциплина   | Лични рекорд | Квалификације | Квалификације | Полуфинале | Полуфинале | Финале   | Финале  | Детаљи |
| Атлетичар         | Дисциплина   | Лични рекорд | Резултат      | Место         | Резултат   | Место      | Резултат | Место   | Детаљи |
| ----------------- | ------------ | ------------ | ------------- | ------------- | ---------- | ---------- | -------- | ------- | ------ |
| Марјам Кевхишвили | бацање кугле | 18,46        | 17,78         | 5. у гр. Б    |            |            | 17,87    | 10 / 19 |        |